# 变黄楼梯草
变黄楼梯草（学名：Elatostema xanthophyllum）为荨麻科楼梯草属的植物，是中国的特有植物。分布在中国大陆的广西等地，生长于海拔400米至450米的地区，见于山谷林中石上，目前尚未由人工引种栽培。